# Nikołaj Czuczałow
Nikołaj Iwanowicz Czuczałow (ros. Николай Иванович Чучалов; ur. 13 sierpnia 1932 w Czuczałowie w rejonie wierchoszyżemskim obwodu kirowskiego, zm. 5 maja 2011) – radziecki zapaśnik walczący w stylu klasycznym. Olimpijczyk z Rzymu 1960, gdzie zajął piąte miejsce w kategorii 79 kg.
Piąty na mistrzostwach świata w 1963 roku.
Mistrz ZSRR w 1960; trzeci w 1957 roku. Arbiter kategorii międzynarodowej, sędziował na turnieju olimpijskim w 1972, 1976, 1980. W latach 1967–1972 trener reprezentacji ZSRR. W latach 1970–1979 główny trener kadry Białoruskiej SRR, trener klubowy.